# Andrea Argenta
Andrea Argenta (ur. 1 czerwca 1996 w Weronie) – włoski siatkarz, grający na pozycji atakującego.

## Sukcesy klubowe
Liga Mistrzów:
- 2021